# الاحتلال الروسي لمقاطعة خيرسون

السيطرة الروسية على أوكرانيا اعتبارًا من 3 يونيو 2022

الاحتلال الروسي لأوبلاست خيرسون والاسم الروسي الرسمي لسلطة الاحتلال هو الإدارة العسكرية-المدنية في خيرسون (بالروسية: Херсонская военно–гражданская администрация)‏، (بالأوكرانية: Херсонська військово–цивільна адміністрація)‏، هو احتلال عسكري مستمر بدأ في 2 مارس على أراضي خيرسون أوبلاست بأوكرانيا. تشكلت منطقة الاحتلال العسكري بعد سقوط خيرسون ومعظم الأوبلاست، مما أدى بحكم الواقع إلى سيطرة الحكومة الروسية وقواتها المسلحة على معظم أراضي الإقليم.
في منتصف مايو 2022، أعلنت قيادة الإدارة العسكرية-المدنية في خيرسون عن نيتها ضم المنطقة إلى الاتحاد الروسي.

## خلفية
في 24 فبراير، بدأت القوات الروسية غزو أوكرانيا. بدأ القتال عبر منطقة خيرسون، مما أدى إلى انتصارات روسية متعددة.    في 2 مارس، استولت القوات الروسية على عاصمة الإقليم خيرسون،  وبدأت احتلالًا عسكريًا للمدينة والأوبلاست.

## الاحتلال

### الاحتلال العسكري
بعد وقت قصير من سقوط خيرسون، قالت وزارة الدفاع الروسية إن المحادثات جارية بين القوات الروسية ومسؤولي المدينة بشأن الحفاظ على النظام. تم التوصل إلى اتفاق يقضي برفع العلم الأوكراني في المدينة أثناء قيام روسيا بإنشاء الإدارة الجديدة. أعلن رئيس البلدية إيهور كوليخاييف عن شروط جديدة لسكان المدينة: لا يمكن للمواطنين الخروج إلا خلال النهار ومنعوا التجمع في مجموعات. بالإضافة إلى ذلك، لم يُسمح للسيارات بدخول المدينة إلا لتوفير الغذاء والدواء؛ كانت هذه المركبات تسير بسرعات دنيا وخضعت لعمليات تفتيش. تم تحذير المواطنين بعدم استفزاز الجنود الروس وطاعة أي أوامر صادرة.

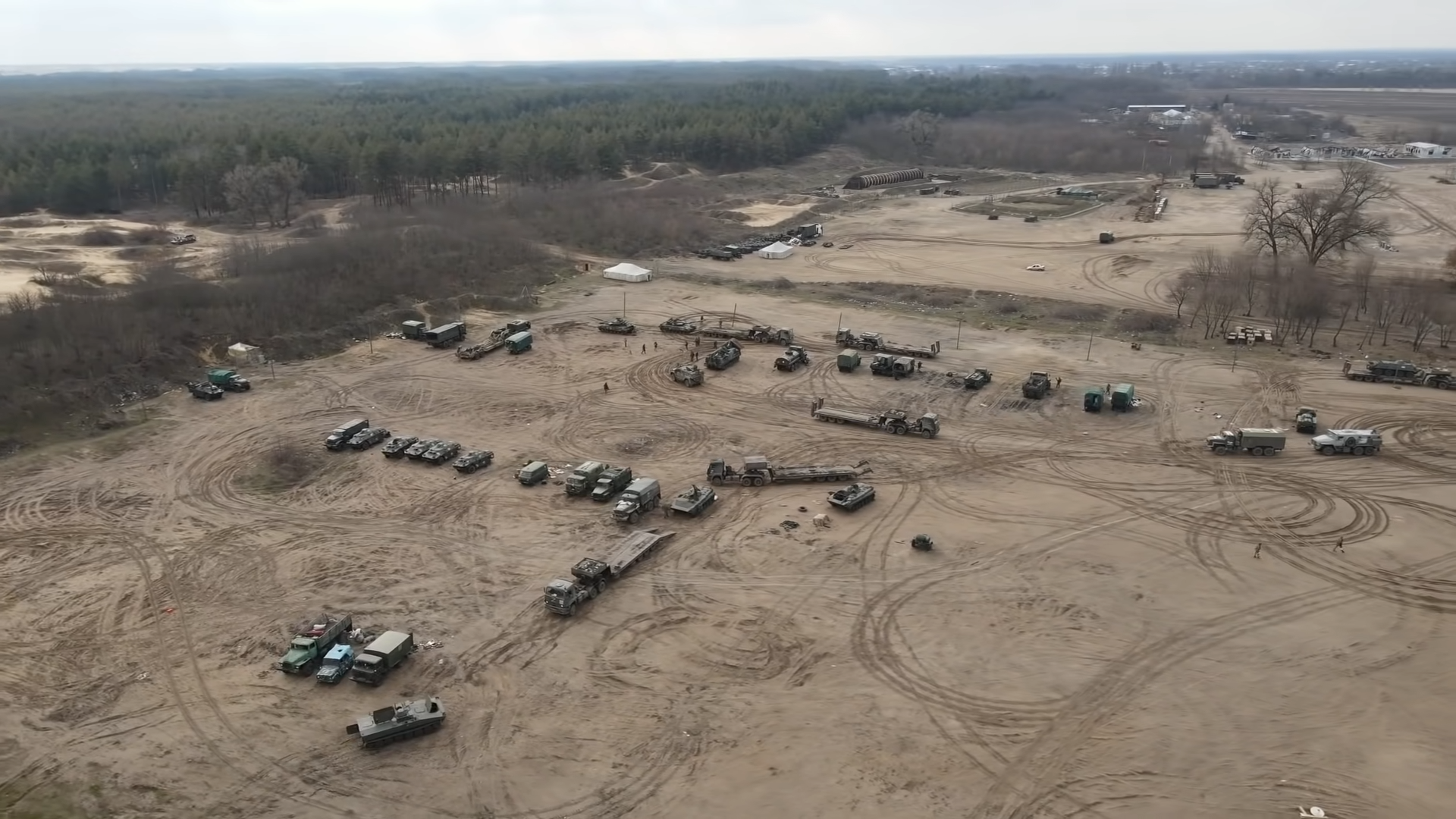
سيطر الجنود الروس على قاعدة عسكرية للقوات المسلحة الأوكرانية بالقرب من قرية رادينسك، منطقة خيرسون

في الأيام الأولى من الغزو، فرضت القوات الروسية سيطرتها على قناة شمال القرم وفتحتها، مما أدى فعليًا إلى رفع الحظر المائي الطويل الأمد الذي فرضته أوكرانيا على القرم بعد الضم الروسي لشبه الجزيرة عام 2014. في 4 مارس، زعم أحد سكان خيرسون لشبكة سي إن إن أن الجنود الروس اغتصبوا 11 امرأة في خيرسون، وقُتلت ست منهن، بمن فيهن مراهقة.  ومع ذلك، نفى هينادي لاهوتا، رئيس إدارة الدولة الإقليمية في خيرسون الأوكرانية، هذه المزاعم، مشيرًا إلى أنها معلومات مضللة.
في 5 مارس، قال كوليخاييف إنه لم تكن هناك مقاومة مسلحة في المدينة وأن القوات الروسية «مستقرة تمامًا». وطلب مساعدات إنسانية، موضحا أن المدينة تنقصها الكهرباء والماء والدواء. في وقت لاحق من ذلك اليوم، تظاهر حوالي 2000 شخص في وسط المدينة. ولوح المتظاهرون بالأعلام الأوكرانية ورددوا النشيد الوطني ورددوا شعارات وطنية. وأظهر مقطع فيديو جنود روس يطلقون النار في الهواء لتفريق المحتجين. كانت هناك أيضًا مزاعم بأن القوات الروسية لديها قائمة بالناشطين الأوكرانيين في المدينة التي أرادوا الاستيلاء عليها. في 9 مارس، ذكرت هيئة الأركان العامة للقوات المسلحة الأوكرانية أن روسيا احتجزت أكثر من 400 شخص في خيرسون بسبب الاحتجاجات المستمرة.
في 12 مارس، ادعى المسؤولون الأوكرانيون أن روسيا كانت تخطط لإجراء استفتاء في خيرسون لتأسيس جمهورية خيرسون الشعبية، على غرار جمهورية دونيتسك الشعبية وجمهورية لوغانسك الشعبية. ادعى سيرهي كلان، نائب رئيس مجلس إقليم خيرسون، أن الجيش الروسي قد اتصل بجميع أعضاء المجلس وطلب منهم التعاون. صرحت ليودميلا دينيسوفا، أمين المظالم في أوكرانيا، أن الاستفتاء سيكون غير قانوني لأنه «بموجب القانون الأوكراني، لا يمكن حل أي قضايا تتعلق بالأراضي إلا عن طريق استفتاء وطني». في وقت لاحق من ذلك اليوم، أصدر مجلس إقليم خيرسون قرارًا ينص على أن الاستفتاء المقترح سيكون غير قانوني.
في 13 مارس، أفادت صحيفة أوكرانيشكا برافدا الأوكرانية أن عدة آلاف من الناس في خيرسون شاركوا في احتجاج. وقام جنود روس بتفريق المظاهرة بإطلاق النار وقنابل الصوت والأعيرة المطاطية، مما أدى إلى إصابة عدد من الأشخاص. 
في 22 مارس، حذرت الحكومة الأوكرانية من أن خيرسون تواجه «كارثة إنسانية» مع نفاد المواد الغذائية والإمدادات الطبية في المدينة واتهمت روسيا بمنع إجلاء المدنيين إلى الأراضي التي تسيطر عليها أوكرانيا.  وردت روسيا بالقول إن جيشها ساعد في إيصال المساعدات إلى سكان المدينة. وفقًا للعديد من وسائل الإعلام، أفاد السكان بوجود نقاط تفتيش تدخلية وعمليات خطف ونهب روسي للمتاجر. 

### الإدارة العسكرية-المدنية
بحلول بداية أبريل، بدأ استخدام الأعلام الروسية وعرضها في إقليم خيرسون أوبلاست. 
في 18 أبريل، تم تعيين إيغور كاستيوكيفيتش، وهو سياسي روسي ونائب مجلس الدوما الثامن، من قبل الحكومة الروسية عمدة بحكم الأمر الواقع للقوات الروسية في 2 مارس.  ونفى كاستيوكيفيتش هذه التقارير.
في 26 أبريل، ذكرت كل من السلطات المحلية ووسائل الإعلام الحكومية الروسية أن القوات الروسية قد استولت على مقر إدارة المدينة وعينت عمدة جديدًا،  العميل السابق لـ KGB أولكسندر كوبيتس. في اليوم التالي، قال المدعي العام الأوكراني إن القوات استخدمت الغاز المسيل للدموع والقنابل الصوتية لتفريق احتجاج مؤيد لأوكرانيا في وسط المدينة.
في إشارة إلى انفصال مقصود عن أوكرانيا، أعلنت الإدارة العسكرية-المدنية الجديدة في 28 أبريل أنها ستحول مدفوعات المنطقة إلى الروبل الروسي اعتبارًا من مايو. بالإضافة إلى ذلك، نقلاً عن تقارير لم تسمها عن التمييز المزعوم ضد المتحدثين بالروسية، قال نائب رئيسها كيريل ستريموسوف إن «إعادة دمج منطقة خيرسون مرة أخرى في أوكرانيا النازية أمر غير وارد».
في 27 أبريل، وافقت الجمعية التشريعية لكراسنويارسك كراي في سيبيريا على مصادرة الحبوب من منطقة خيرسون. كما تم نقل الآلات الزراعية من منطقة خيرسون المحتلة إلى الأراضي الروسية النائية، بما في ذلك الشيشان. قارنت ليودميلا دينيسوفا، مفوضة البرلمان الأوكراني لحقوق الإنسان، هذا بتكرار المجاعة الكبرى في أوكرانيا السوفيتية من عام 1932 إلى عام 1933 والتي قتلت ملايين الأوكرانيين.
في 29 أبريل، صرح سالدو أن اللغتين الرسميتين لمنطقة خيرسون ستكونان الأوكرانية والروسية وأن بنك التسويات الدولي من أوسيتيا الجنوبية سيفتتح 200 فرع في إقليم خيرسون قريبًا.
في 1 مايو، تم اعتماد خطة مدتها أربعة أشهر للانتقال الكامل إلى الروبل. في الوقت نفسه، ستبقى الهريفنيا الأوكرانية هي العملة الحالية جنبًا إلى جنب مع الروبل لمدة أربعة أشهر.
في 7 مايو، تم اعتماد شعار جديد للإقليم، استنادًا إلى شعار النبالة لعام 1803 لمحافظة خيرسون التابعة للإمبراطورية الروسية.   
في 9 مايو، تم تنظيم الفوج الخالد في المدينة، للاحتفال بيوم النصر. تم استخدام أعلام النصر واللافتات الحمراء من الحقبة السوفيتية.
في 11 مايو 2022، أعلن كيريل ستريموسوف عن استعداده للتوجه إلى الرئيس فلاديمير بوتين مع طلب انضمام خيرسون أوبلاست إلى الاتحاد الروسي، مشيرًا إلى أنه لن يكون هناك إنشاء «جمهورية خيرسون الشعبية» أو استفتاءات بشأن هذه المسألة. وتعليقًا على هذه التصريحات، قال السكرتير الصحفي لبوتين، دميتري بيسكوف، إن هذه القضية يجب أن يقررها سكان المنطقة وأن «هذه القرارات المصيرية يجب أن تكون لها خلفية قانونية واضحة تمامًا، ومبررات قانونية، وأن تكون شرعية تمامًا، كما كان الحال مع شبه جزيرة القرم».

### أحداث أخرى
في 20 أبريل 2022، ذكرت وسائل الإعلام الإقليمية من أوديسا أن المدون الموالي لروسيا فاليري كوليشوف قُتل على يد أوكرانيين في خيرسون.
في 3 يونيو، صرح الاتحاد الأوروبي أنه لن يعترف بأي جوازات سفر روسية صادرة لمواطنين أوكرانيين في منطقتي خيرسون وزابورجييه.
في 11 يونيو، وفقًا لمسؤولين محليين، تم تسليم أول جوازات سفر روسية للمواطنين في منطقة خيرسون وزابورجييه، بما في ذلك المسؤولين المحليين مثل فولوديمير سالدو. 

## تعذيب واختطاف المدنيين
ادعى ديمنتي بيلي، رئيس دائرة خيرسون الإقليمية بلجنة الناخبين الأوكرانية، أن قوات الأمن الروسية «تضرب وتعذب وتختطف» المدنيين في إقليم خيرسون بأوكرانيا. وأضاف أن شهود عيان وصفوا «العشرات» من عمليات التفتيش والاعتقالات التعسفية التي أسفرت عن عدد غير معروف من المختطفين. كان ما لا يقل عن 400 من السكان قد فقدوا بحلول 16 مارس، وزُعم أن رئيس بلدية مدينة سكادوفسك ونائبه اختطفهم مسلحون. وصفت رسالة مسربة مزعومة الخطط الروسية لإطلاق «الرعب الكبير» لقمع الاحتجاجات التي تحدث في خيرسون، مشيرة إلى أنه «يجب أخذ الناس من منازلهم في منتصف الليل».
قدم الأوكرانيون الذين فروا من خيرسون المحتلة إلى الأراضي الخاضعة للسيطرة الأوكرانية شهادات عن التعذيب وسوء المعاملة والاختطاف من قبل القوات الروسية في المنطقة. قدم شخص واحد، من بيلوزيركا في خيرسون أوبلاست، أدلة مادية على تعرضه للتعذيب على أيدي الروس ووصف الضرب والصعق بالكهرباء والإعدامات الوهمية والخنق والتهديد بقتل أفراد الأسرة وأشكال أخرى من التعذيب. 
جمع تحقيق أجرته بي بي سي نيوز أدلة على التعذيب، والذي شمل، بالإضافة إلى الضرب، الصعق بالكهرباء والحروق في أيدي الناس وأرجلهم. وقال طبيب عالج ضحايا التعذيب في المنطقة: «من أسوأها علامات حروق في الأعضاء التناسلية، وطلقات نارية في رأس فتاة اغتصبت وحروق من حديد على ظهر وبطن مريضة. أخبرني المريض أن سلكين من بطارية السيارة متصلان بأربية فخذيه وقيل له أن يقف على قطعة قماش مبللة». بالإضافة إلى البي بي سي، أبلغت هيومن رايتس ووتش وبعثة الأمم المتحدة لمراقبة حقوق الإنسان في أوكرانيا عن التعذيب وحالات «الاختفاء» التي نفذتها قوات الاحتلال الروسية في المنطقة. قال أحد السكان: «في خيرسون، يختفي الناس الآن طوال الوقت (...) هناك حرب مستمرة، فقط هذا الجزء خالي من القنابل».
قام العمدة الأوكراني المنتخب لخيرسون بتجميع قائمة بأكثر من 300 شخص تم اختطافهم من قبل القوات الروسية اعتبارًا من 15 مايو 2022. وبحسب التايمز، في المبنى الذي يضم سلطات الاحتلال الروسي، يمكن سماع صرخات التعذيب بشكل متكرر في جميع الممرات.
وفقًا لواشنطن بوست، بحلول 15 أبريل، تم حفر 824 قبرًا في مقبرة خيرسون.

## المقاومة
وفقًا لـنيزافيسيمايا غازيتا، فإن أنشطة لجنة الإنقاذ من أجل السلام والنظام التي أنشأتها روسيا تواجه مقاومة مستمرة بين السكان، وقد قُتل عدد من أعضائها على أيدي المديرية العامة للاستخبارات أو الثوار الأوكرانيين. كما ذكرت مجلة نيوزويك أن اثنين من الشخصيات المحلية البارزة الموالية لروسيا قتلا بالرصاص في خيرسون على يد المقاومة الأوكرانية.
في 5 مارس، احتشد سكان خيرسون في تجمع حلملين الأعلام الأوكرانية ومرددين هتافات مفادها أن المدينة لا تزال أوكرانية ولن تكون روسية أبدًا، على الرغم من الاحتلال الروسي. أطلق الجيش الروسي نيران أسلحتهم التحذيرية تجاه المتظاهرين. في الوقت نفسه.
في 7 مارس، فتح مكتب المدعي الإقليمي لخيرسون في أوكرانيا، على أساس الجزء 2 من المادة 438 من القانون الجنائي لأوكرانيا (انتهاك قوانين وأعراف الحرب، المرتبطة بالقتل العمد)، دعوى جنائية في حالة الوفاة العديد من المتظاهرين في نوفا كاخوفكا. وبحسب التحقيق، خلال تجمع في 6 مارس، فتح الجيش الروسي النار على المتظاهرين بشكل عشوائي «على الرغم من أن الناس كانوا غير مسلحين ولم يشكلوا أي تهديد»، مما أسفر عن مقتل شخص واحد على الأقل وإصابة سبعة بجروح.
في 20 مارس، واجه المتظاهرون في خيرسون عدة مركبات عسكرية روسية وأمروها «بالعودة إلى ديارهم». وقعت مسيرات جديدة ضد الاحتلال في 11 أبريل و27 أبريل، وكلاهما تم تفريقه بالعنف من قبل قوات الاحتلال الروسية والميليشيات الانفصالية، مما أسفر عن مقتل أربعة أشخاص في هذه العملية. أفاد مركز وودرو ويلسون الدولي للعلماء أن العاملين في المجال الطبي في خيرسون يرفضون الذهاب إلى العمل، لمقاطعة قوات الاحتلال الروسية وعدم معالجة جرحاهم.